# Creolestes rufescens
Creolestes rufescens är en tvåvingeart som först beskrevs av Philippi 1865.  Creolestes rufescens ingår i släktet Creolestes och familjen rovflugor. Inga underarter finns listade i Catalogue of Life.